# رابرت ساچی
رابرت ساچی (انگلیسی: Robert Sacchi؛ زادهٔ ۳ مارس ۱۹۴۱) اهل ایالات متحده آمریکا است.
از فیلم‌ها یا برنامه‌های تلویزیونی که وی در آن نقش داشته‌است، می‌توان به بیوگرافی، جان‌سخت ۲، پالپ، انفجاری از گذشته، مکان قرار ملاقات اشاره کرد.